# Тихонравов (кратер)
Тихонравов (англ. Tikhonravov) — 386-километровый эродированный кратер на Марсе, расположенный в Аравийском четырехугольнике (Arabia quadrangle). Координаты центра — 13°17′ с. ш. 35°56′ в. д. / 13,28° с. ш. 35,93° в. д.. Учёные полагают, что в древней истории Марса кратер заполняло гигантское озеро. Притоков и истоков каналов рек обнаружено не было. Кратер назван в честь советского конструктора ракетно-космической техники Михаила Клавдиевича Тихонравова (1900—1974).

## Галерея
- Карта Аравийского четырехугольника (Arabia quadrangle) с крупными кратерами. Кратер Тихонравов находится в правой стороне снимка
- Слои (пласты) горных пород в кратере. Слои могли образоваться из-за вулканов, ветра или воды. Снимок орбитальной станции Mars Global Surveyor
- Слои (пласты) горной породы, находящиеся под поверхностью скалы, снимок орбитальной станции MRO
- Некоторые из слоев горной породы, находящихся под поверхностью скалы, снимок орбитальной станции MRO
- Слои горной породы в кратере, снимок орбитальной станции MRO